# 赵淑敏 (1943年)
赵淑敏（1943年—），女，山东掖县人，中华人民共和国政治人物，曾任云南省人民政府副省长，云南省政协副主席。